# Deinopa ypita
Deinopa ypita är en fjärilsart som beskrevs av William Schaus 1901. Deinopa ypita ingår i släktet Deinopa och familjen nattflyn. Inga underarter finns listade i Catalogue of Life.